# 亚历山大·普扎诺夫
亚历山大·米哈伊洛维奇·普扎诺夫（俄语：Алекса́ндр Миха́йлович Пуза́нов，1906年10月12日（25日）—1998年3月1日），苏联党和国家领导人。曾任联共（布）古比雪夫州委第一书记、俄罗斯苏维埃联邦社会主义共和国部长会议主席、苏联驻朝鲜、南斯拉夫、保加利亚、阿富汗特命全权大使等职务。

## 生平
- 1906年10月12日（格里历：10月25日）出生于沙俄科斯特罗马省尤里耶夫茨区列日科夫卡村的一个农民家庭。幼年在教会学校学习。
- 1924年-1930年，坎道罗夫斯基村委员会主席、普切日斯基区执行委员会副主席。1925年加入俄共（布）。
- 1926年-1930年，普廖斯农学院学习。
- 1931年-1933年，伊万诺沃州郊区农场信托基金副主任。
- 1934年2月-1940年，苏联人民委员会下属苏维埃控制委员会工作。
- 1940年-1943年，苏联国家控制人民委员会主席。
- 1943年-1944年6月，苏联监察副人民委员。
- 1944年6月-1946年6月，古比雪夫州州长。
- 1946年4月-1952年10月，联共（布）古比雪夫州委第一书记。
- 1952年10月-1956年1月，俄罗斯苏维埃联邦社会主义共和国部长会议主席。
- 1956年1月-1957年2月，因反对赫鲁晓夫将克里米亚州移交给乌克兰，被降职为俄罗斯苏维埃联邦社会主义共和国部长会议第一副主席。
- 1957年2月-1962年6月，驻朝鲜民主主义人民共和国特命全权大使。
- 1962年6月-1967年4月，驻南斯拉夫社会主义联邦共和国特命全权大使。
- 1967年4月-1972年5月，驻保加利亚人民共和国特命全权大使。
- 1972年10月-1979年11月，驻阿富汗特命全权大使。
- 1979年11月-1980年，苏联外交部工作。
- 1980年起退休。
- 1998年3月1日于莫斯科逝世，享年91岁。葬于瓦甘科沃公墓。

普扎诺夫是苏共19-25大代表，第19届中央主席团（政治局）候补委员，第19-25届中央委员。第2-3届苏联最高苏维埃联盟院代表，第4届苏联最高苏维埃民族院代表；第4届俄罗斯苏维埃联邦社会主义共和国最高苏维埃代表。

## 荣誉
- 三次列宁勋章
- 十月革命勋章
- 劳动红旗勋章
- 各民族人民友谊勋章
- 荣誉勋章